# Ульяновский речной порт
Ульяновский речной порт — речной порт города Ульяновск.

## История

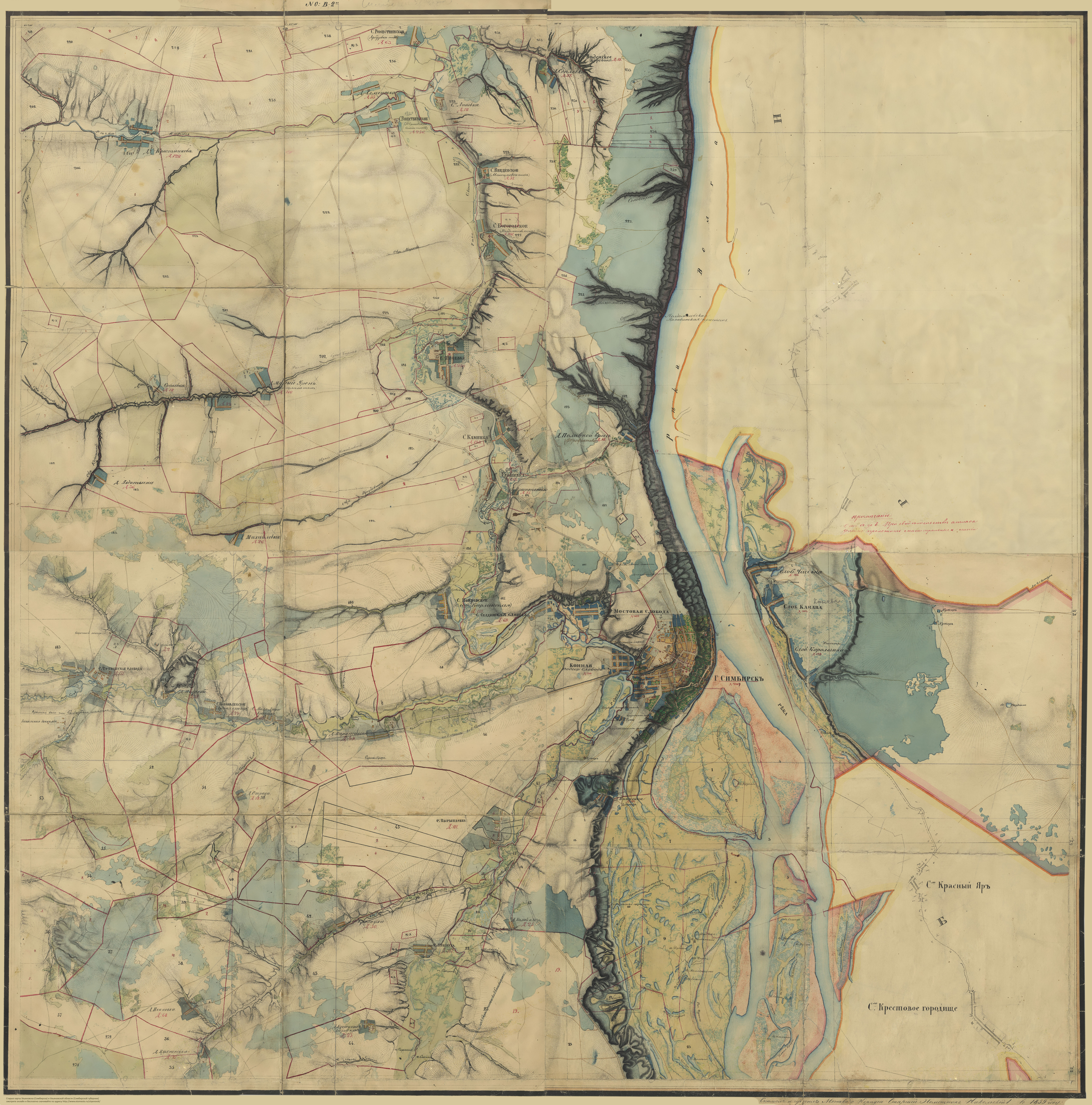
Карта Симбирска, с отметкой пристани. 1859 г.

Пристани в Симбирске (с 1924 года — Ульяновск) существовали издавна, с момента основания города, с 1648 года.
В 1670 году, при подготовке к осаде Симбирска, здесь высадились войска Стеньки Разина.
В 1722 и 1723 годах здесь высаживался Пётр I, в честь которого была построена церковь во имя св. апостолов Петра и Павла.

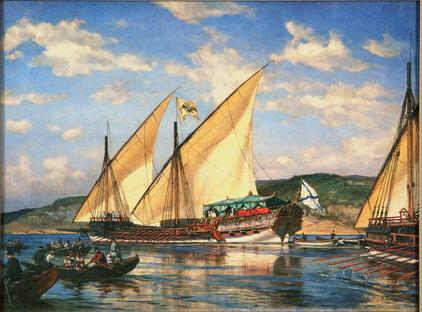
Галера «Тверь» 1767 года. Картина А. К. Беггрова (1879). На котором Екатерина II прибыла в Синбирск.

В 1767 году, в известном Путешествие Екатерины II по Волге, императрица сошла на пристань 5 июня.
В августе 1836 года Николай I, посетив пристань сделал указание, чтоб были сделаны: хороший спуск к Волге, набережную на ней и пристань.
Летом 1844 года, с большими трудностями был доставлен на пристань, в разобранном виде, памятник Н. М. Карамзину, где пролежал около года, дожидаясь прибытия пьедестала и бюста.
Первые стационарные пристани в Симбирске были основаны в 1859 году. Пристани стали разделять на: товарную, пассажирскую и буксирную. Также стационарную пристань открыли в левобережье в слободе Нижняя Часовня, а с 1868 года — в слободе Канава.
12 июля 1863 года, во время путешествия по Волге, на пароходе «Турист» компании «Самолёт», сошёл на «дебаркадер общества Кавказ и Меркурий» цесаревич Николай Александрович (сын Александра II).
Великий князь Владимир Александрович посетил город Симбирск два раза. В первый раз Его Высочество прибыл в Симбирск 18 мая 1868 года, в 11:30 часов утра, на пароходе компании «Самолёт» «Владимир Глазенап».
Великий князь Алексей Александрович посетил город Симбирск не надолго, вслед за своим Августейшим братом, в 9 часов утра 21 мая 1868 года, а в 3 часа дня Великий Князь отплыл, на пароходе, в Самару .
20 июля 1869 года, в 11 часов утра, наследник цесаревич Александр Александрович (сын Александра III), вместе с государыней цесаревной Мариею Фёдоровною и великим князем Алексеем Александровичем, прибыл в Симбирск из Казани, на пароходе общества «Кавказ и Меркурий».
Великий князь Константин Николаевич был в Симбирске, в течение нескольких часов, 9 июня 1870 года, в 19 часов, Его Высочество прибыл в Симбирск на новом пароходе «Император Александр II», а утром 10 июня, отплыл в Самару, на пароходе «Царевна Мария».
16 августа 1883 года, проездом, из города Казани в город Самару, великий князь Николай Николаевич Старший, с сыном. Великий князь сошёл на пристань и был встречен губернатором, начальствующими лицами и представителями города. Приняв от городского головы хлеб-соль и удостоив некоторых лиц милостивого разговора, Его Высочество возвратился на пароход и все остальное время, до отхода парохода, стоял, с Августейшим сыном, на трапе, освещенный электрическим светом, наведенным с крыши пароходной конторки.
В конце июня 1887 года, семья Ульяновых навсегда расстались с Симбирском, выехав пароходом по Волге в Казань.

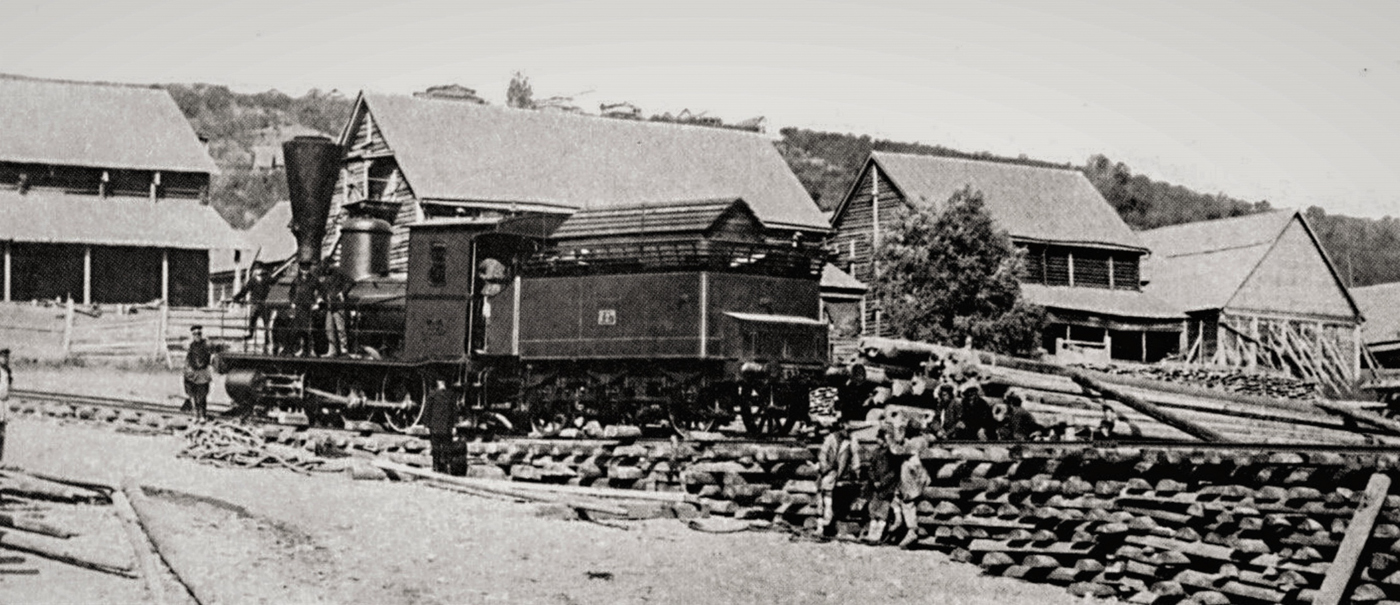
Выгрузка привезенного паровоза с баржи, (Симбирск, 1898).

Летом 1898 года на пристань прибыл первый паровоз доставленный по Волге из Нижнего Новгорода.
С постройкой Московско-Казанской железной дороги в 1898 году, от ж/д станции «Киндяковка» (ныне Ульяновск-Центральный), была проведена ж/д линия к станции «Симбирск II», от неё — ж/д ветка к пристаням.
С 1 сентября 1909 года на пристане было открыто постоянное почтовое отделение «Симбирск — Береговое» со штатом в 5 человек (ранее оно было телеграфное и работало только во время навигации). Обмен отправлениями  отделение проводило с пароходами и с сухопутными почтами, обращающимися между Симбирской конторой и Часовенским почтовым отделением.

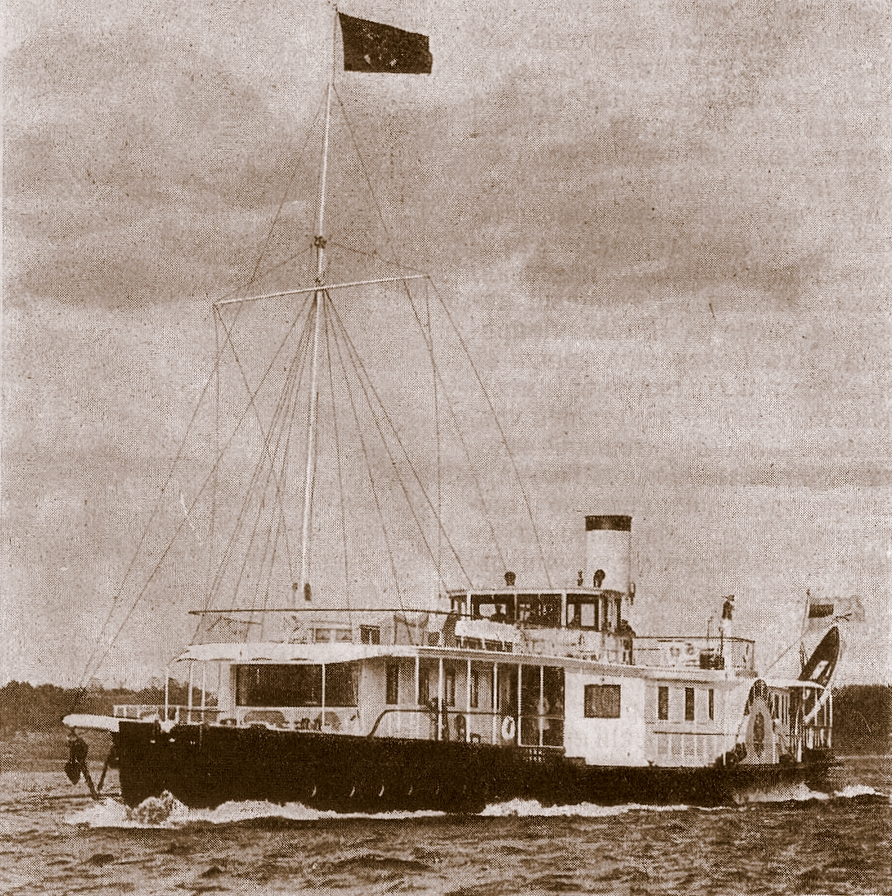
Пароход «Межень»

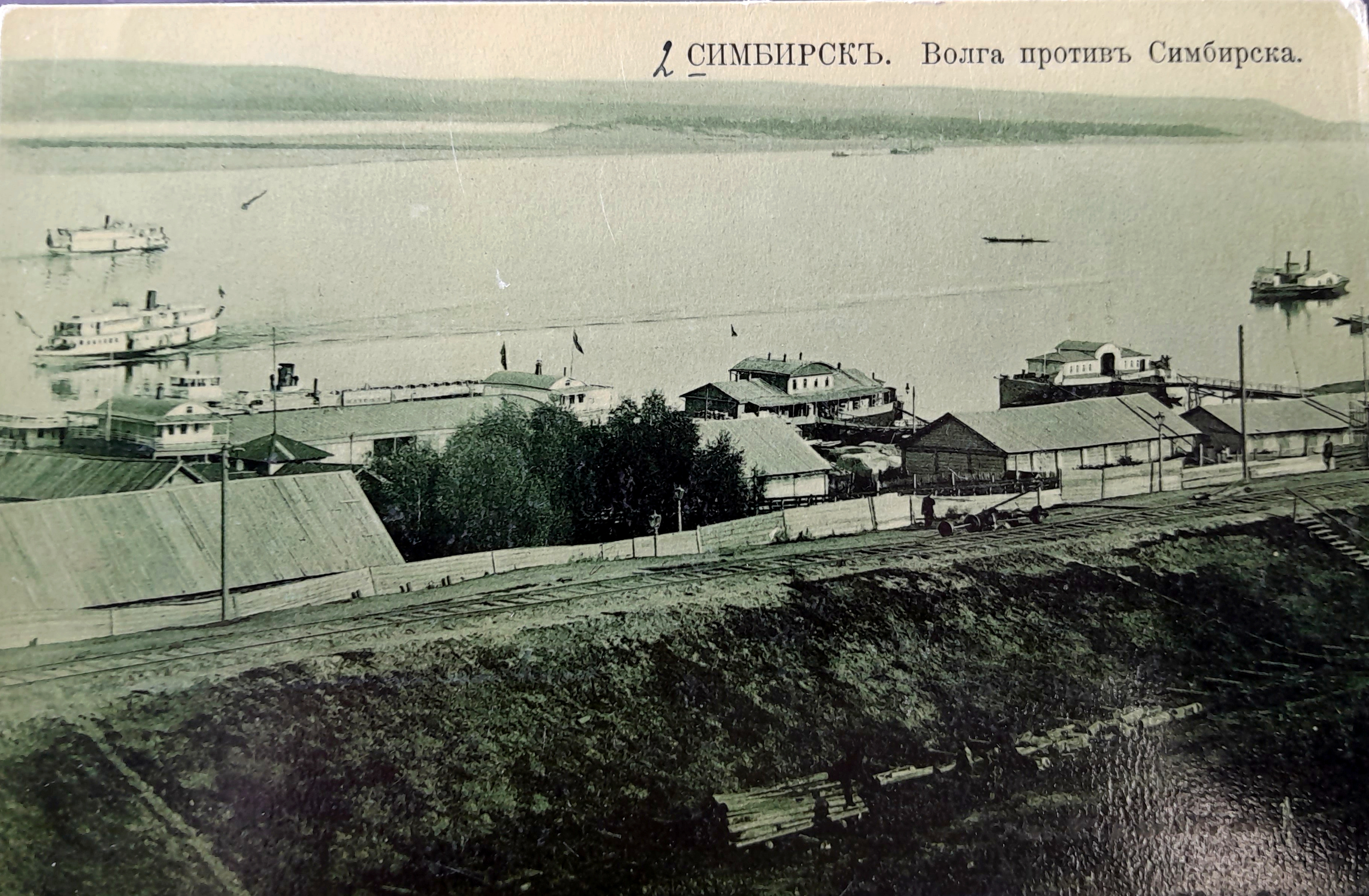
Волга напротив Симбирска (открытка 1917).

Развитие города контролировало правительство, так утром 11 сентября 1910 года на пароходе «Межень» для принятия решения о строительстве нового моста через Волгу в Симбирск прибыли председатель правительства П. А. Столыпин и главнокомандующий землеустройством и земледелием А. П. Кривощёкин. С постройкой Императорского моста в 1916 году была построена пристань Волго-Бугульминской железной дороги.
До революции 1917 года город был важным центром хлебной торговли. Хотя в те годы имелось препятствие в виде неудобного немощёного, при высокой степени крутизны, подъёма от берега Волги вверх, в город. До 1924 года все погрузо-разгрузочные работы в Симбирском (Ульяновском) порту выполнялись вручную.
8 июня 1918 года Валериан Куйбышев вместе с руководством Самарской губернии на пароходе эвакуировался в Симбирск.

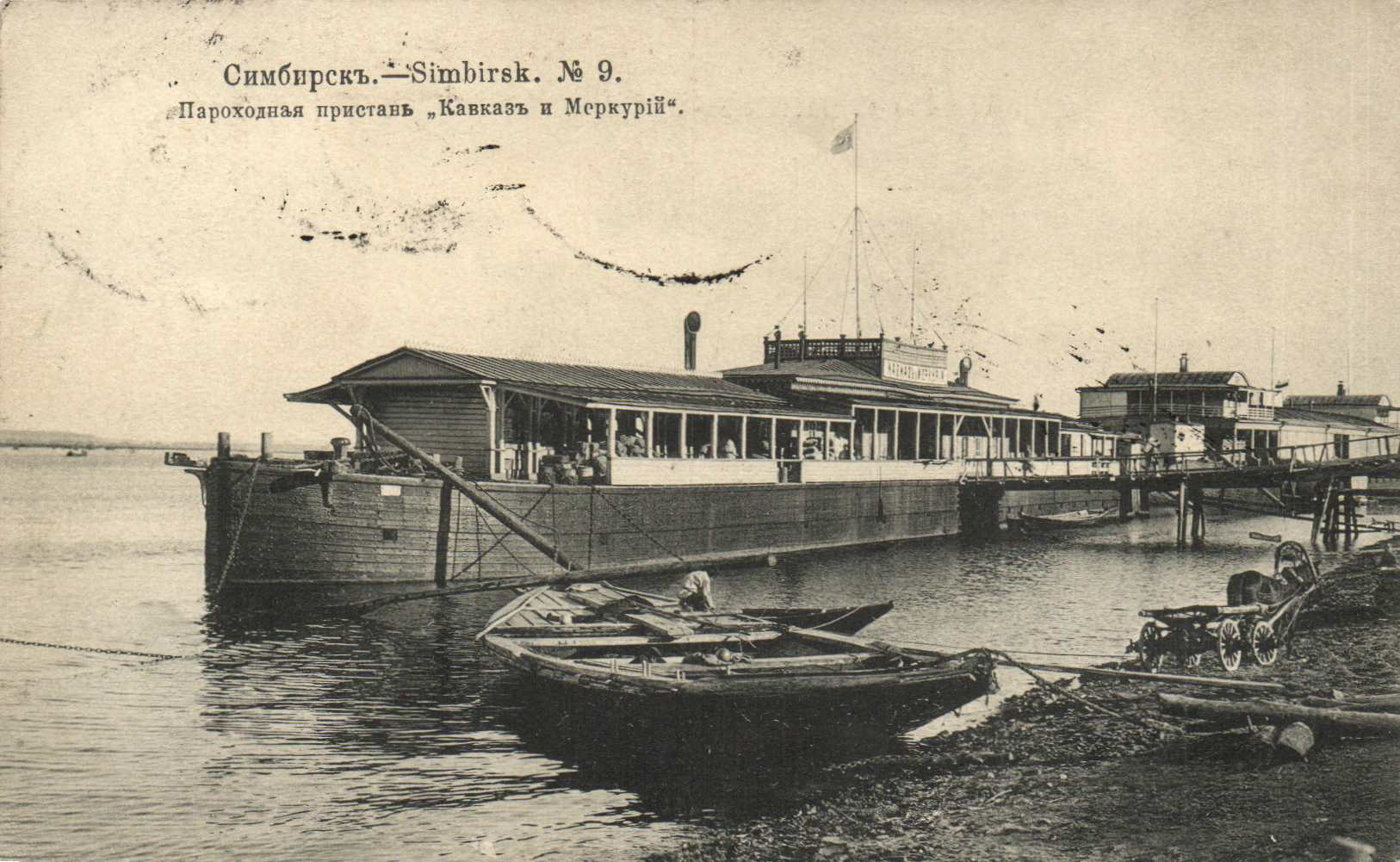
Пароходная пристань "Кавказ и Меркурий" (Симбирск, фото 1910).

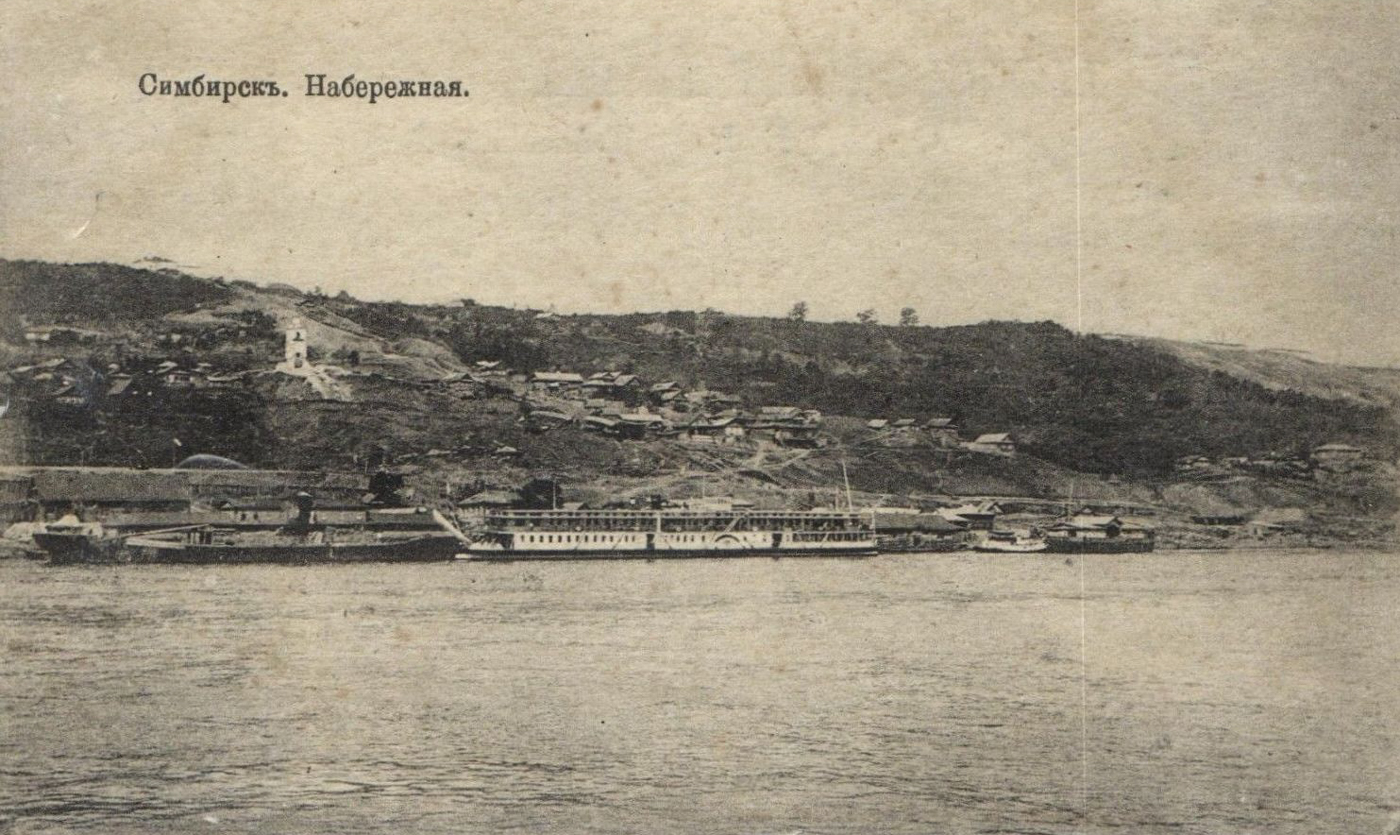
Набережная (Симбирск, открытка, 1910).

11 июля 1918 года, бывшая яхта царя Николая II «Межень» стала флагманом пароходной флотилии красного главкома М. А. Муравьёва, который высадился на симбирской пристани, чтобы организовать мятеж (Мятеж Муравьёва).
2 июня 1924 года у волжской пристани опустился гидроплан «Юнкерс» (Junkers F-13), совершавший агитационный перелёт из Москвы в Царицын и обратно.
Впервые речной вокзал в Ульяновске был открыт на одной из пристаней в 1939 году, а новый вокзал был построен в 1949 году.
В годы Великой Отечественной войны ульяновские речники наряду с другими грузами отправляли боеприпасы и снаряжение защитникам Сталинграда. С марта 1942 года по июнь 1944 года здесь базировалась Волжская военная флотилия.
В конце 1952 года, в связи с сооружением Волжской ГЭС и последующим углублением и расширением русла реки Волги в Ульяновске, в 5 км ниже от старых пристань, развернулось строительство современного речного порта, который был выбран в районе протоки Чувич. Заказчиком стало Министерство речного флота СССР по проекту ленинградского института «Ленгипроречтранс» (авторы проекта — Т. П. Садовский (ГАП), Сёмин (руководитель группы), А. Пекарский, А. Бородинов). Строители были разные — от МВД и управление ДРУ со строительным участком № 3, заканчивали работу строители треста «Уфимтрансстрой». Строительство порта на берегу протоки Чувич, недалеко от Свято-Духовского (Минаевского) кладбища, началось в 1952 году и был построен к 1957 году. За период с 1952 по 1961 годы была сооружена огромная искусственная дамба высотой 12 метров, сооружены грузовые и пассажирские причалы, проведена ж/д ветка от станции Ульяновск II. В левобережье — на Нижней Террасе Заволжского района был сооружён новый грузовой причал и пирс . А на Верхней Террасе, в 1958 году, для речного трамвая Парка 40-летия ВЛКСМ, был построен причал.
В 1965 году вступил в эксплуатацию новый речной вокзал (перестроен старый 1957 г., на правом берегу Волги, в Железнодорожном районе). Он был построен из железобетона, стали и стекла и в нём были предусмотрены все удобства для пассажиров. Проект речного вокзала разработал институт «Ленгипроречтранс», главный инженер — архитектор Тимофей Садовский, конструктор — Борис Сёмин .

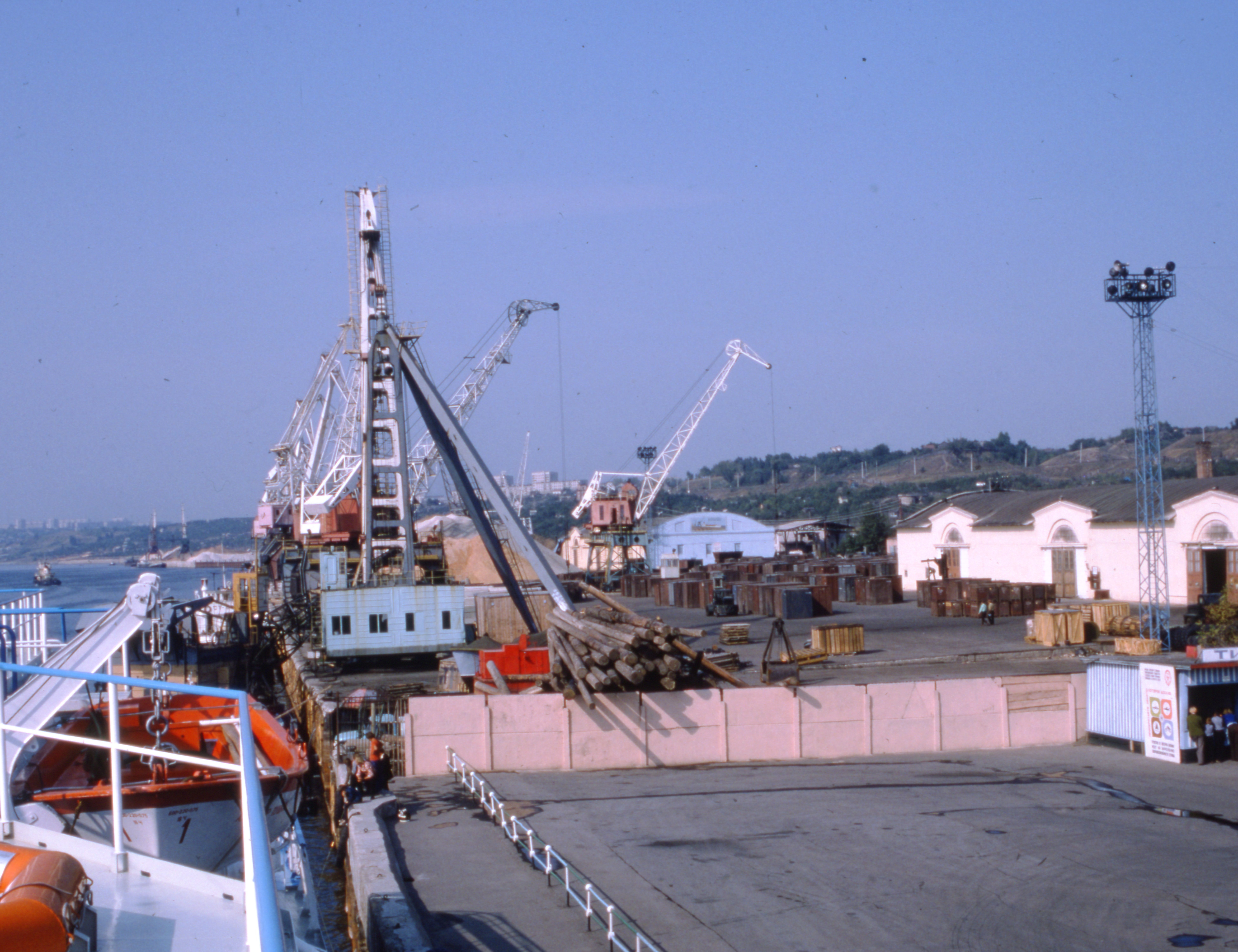
Вид на грузовой причал. Фото Т. Т. Хаммонд, 1975 г.

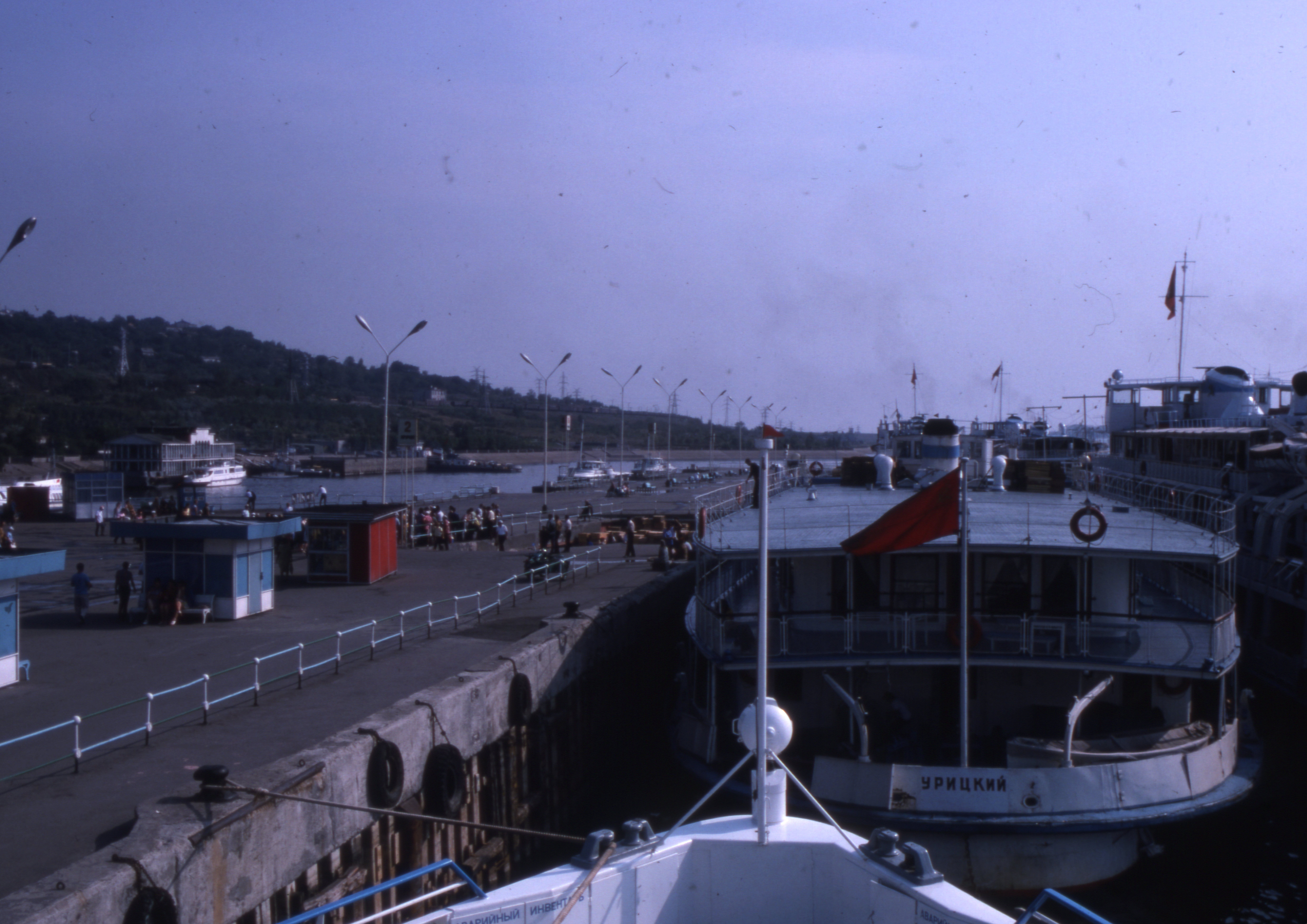
Вид на пассажирский причал. Фото Т. Т. Хаммонд, 1975 г.

В 60-е годы Ульяновский речной порт стал «портом пяти морей».
10 июня 1975 года на теплоходе «Метеор» в Ульяновск из Тольятти прибыл член Политбюро ЦК КПСС, секретарь ЦК КПСС М. А. Суслов. В речном порту его встречали первый секретарь Ульяновского обкома партии А. А. Скочилов, председатель исполкома областного Совета депутатов трудящихся В. П. Васильев и другие.
В 80-е годы, время расцвета порта, объём погрузо-разгрузочных работ в нём исчислялся миллионами тонн. Среди пассажирских судов были суда на подводных крыльях, на которых можно было достаточно быстро добраться в соседние волжские города (Казань, Куйбышев и другие) и населённые пункты области.
В начале 90-х порт стал приходить в упадок. Были списаны все суда на подводных крыльях, прекратились регулярные пассажирские перевозки. Но грузовой порт продолжал работу.
В конце 2000-х годов несколько оживилось такое направление, как прогулки на теплоходах. Для этого в 2009 году был заново введён в эксплуатацию теплоход ОМ-401, переименованный в «Герой Юрий Эм». Был начат проект «Симбирская гавань».
На базе речного порта развернуты производственные мощности Криушинского СРЗ.

## Состав приписного флота
Состав скоростного флота и годы эксплуатации:
- «Метеор-18» (1963 - 19хх)
- «Метеор-29» (1964 - 1984)
- «Метеор-54» (1966 - 1986)
- «Метеор-79» (1969 - 1991, с 1992 выведен из эксплуатации, разрезан в середине 90-х)
- «Метеор-151» (1979 - 1994, с 1995 по 1998 года холодный отстой на территории ОАО "Ульяновский речной порт", разрезан в 1998 году)
- «Метеор-180» (1983 - 1992, с 1993 по 1999 года холодный отстой на территории ОАО "Ульяновский речной порт", разрезан в 1999 году)
- «Метеор-211» (1985 - 1998, с 1999 года холодный отстой на территории ОАО "Ульяновский речной порт")
- «Метеор-216» (1986 - 1999, с 2000 года холодный отстой на территории ОАО "Ульяновский речной порт")
- «Метеор-226» (1988 - 1992, с 1993 года холодный отстой на территории ОАО "Ульяновский речной порт")
- «Комета-10» (1978 - 1991, с 1992 по 1996 сдавалась в аренду на Балтику, в 1997 года продана в Грецию)

Состав водоизмещающего флота и годы эксплуатации:
- «МО-12» (19хх - 19хх)
- «МО-117» (19 - 19)
- «ОМ-158» (19 - 19)
- «ОМ-161» (19 - 19)
- «ОМ-317» (19 - 19)
- «ОМ-319» (19 - 19)
- «ОМ-401» (19 - 19) (с 1996 находился на реконструкции, в 2009 году введен в эксплуатацию, переименован в «Герой Юрий Эм»)
- «Московский-20» (1988 — н.в.)

## Обслуживаемые линии

Панорама Ульяновского речного порта с террасы речного вокзала в 2024 году

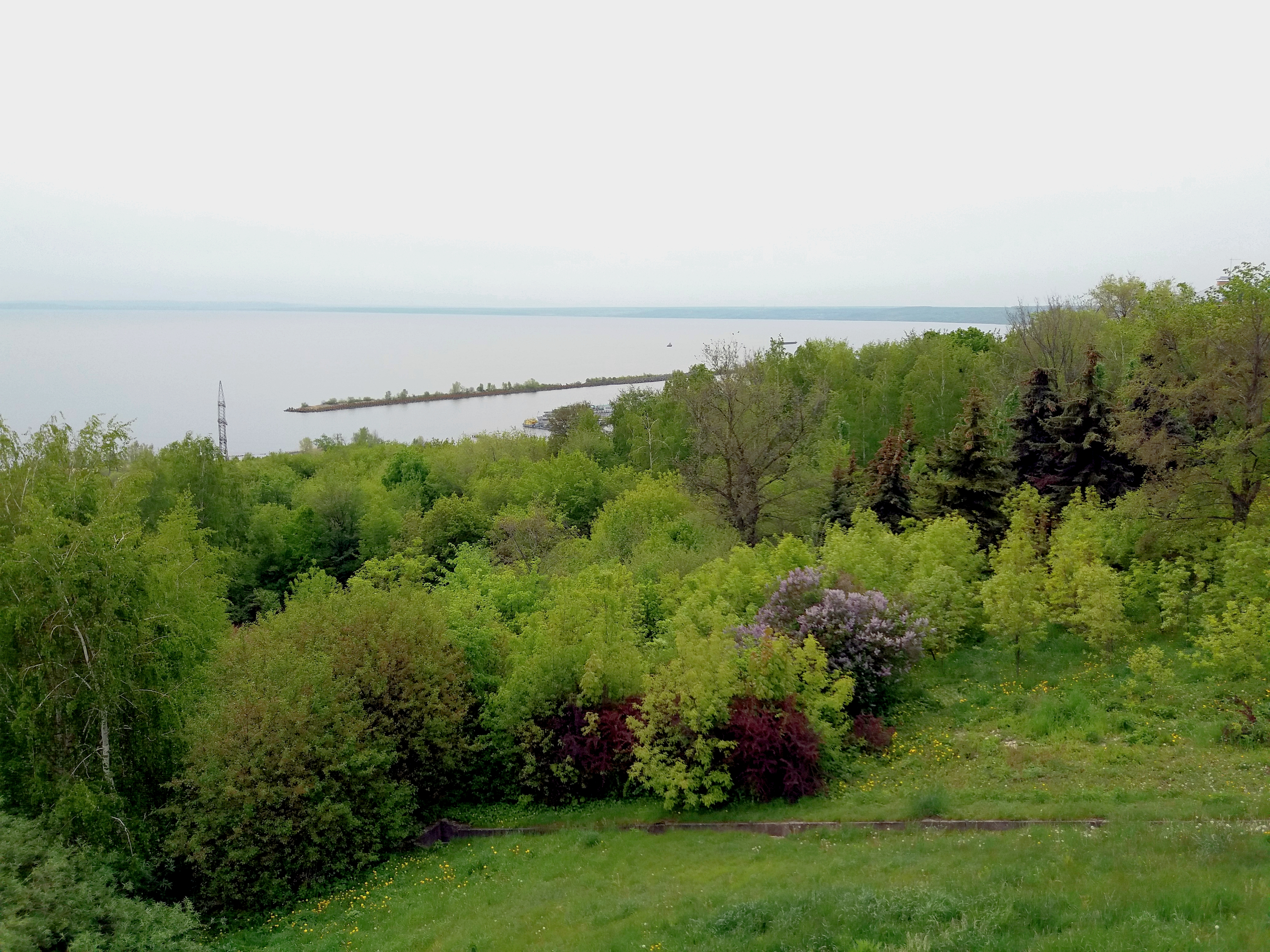
Вид на Волгу и речпорт.

- 1994 год причал № 7
- скоростные линии
- Вид на Волгу и речпорт.Ульяновск — Тольятти — Ульяновск

Памятник "Якорь", к 40-летию Ульяновскому речпорту.

- Белый Яр — Казань — Белый Яр
- 1995 год причал № 5
- скоростные линии
- Ульяновск — Казань — Ульяновск
- 1996 год причал № 5
- скоростные линии
- Ульяновск — Казань — Ульяновск
- Ульяновск — Набережные Челны
- 1997 год причал № 5
- скоростные линии
- Ульяновск — Казань — Ульяновск
- Ульяновск — Самара — Ульяновск
- 1998 год причал № 5
- скоростные линии
- Ульяновск — Казань — Ульяновск
- Ульяновск — Самара — Ульяновск
- 1999 год причал № 2
- скоростные линии
- Ульяновск — Тольятти — Ульяновск
- 2006 год
- Прогулочные рейсы причал № 2
- 2007 год
- Прогулочные рейсы причал № 2
- 2008 год
- Прогулочные рейсы причал № 2
- 2009 год
- Прогулочные рейсы причал № 7
- 2010 год
- Прогулочные рейсы причал № 2

## Достопримечательности
- В 2000 году, к 55-й годовщине ВОВ, на территории речного порта, был установлен памятник «Морякам, речникам и юнгам флота, защитникам морских и речных рубежей России в годы ВОВ 1941—1945 гг.»[30].
- Парк «Приморский»[31][32].
- К 40-летию (2005) речпорта был установлен памятник.

## Речпорт в культуре

### Речпорт в живописи

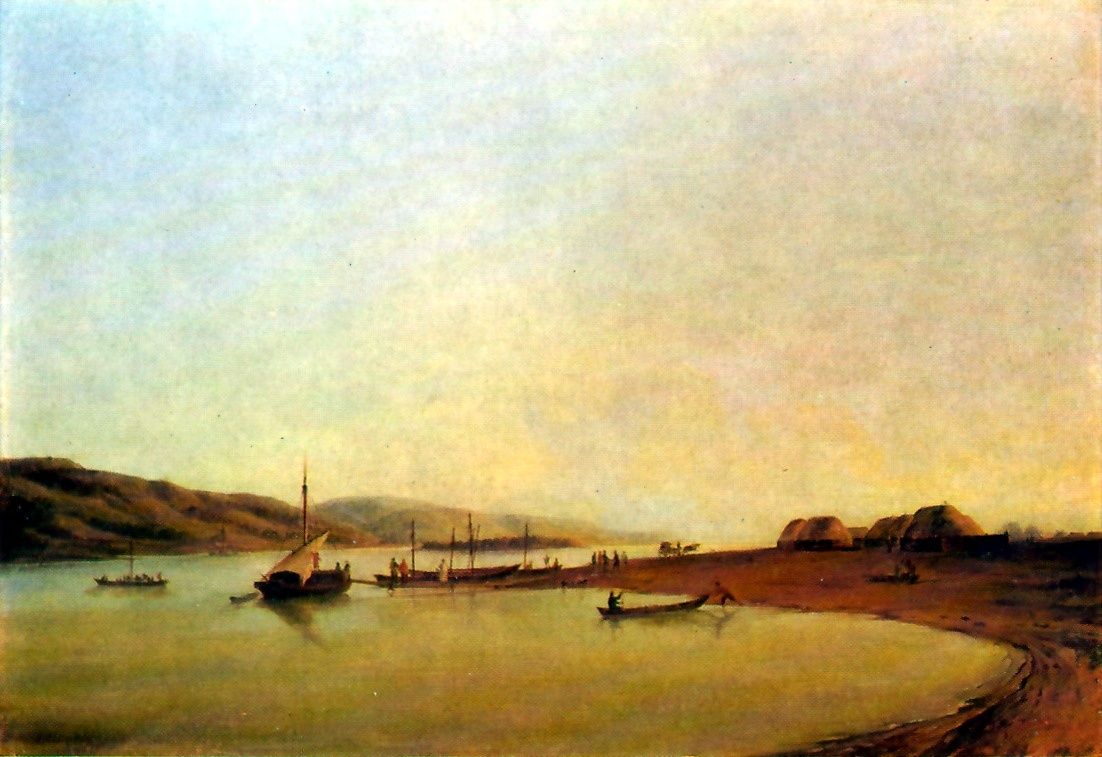
«Перевоз через Волгу в Симбирске», худ. Иванов А. И.
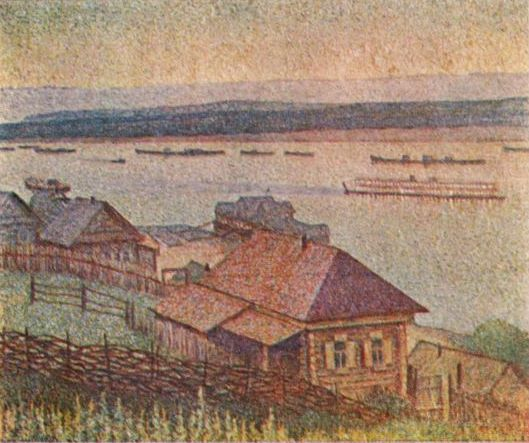
"Сумерки" (Вид на Волгу и пристань), худ. А. И. Трапицын (1931).
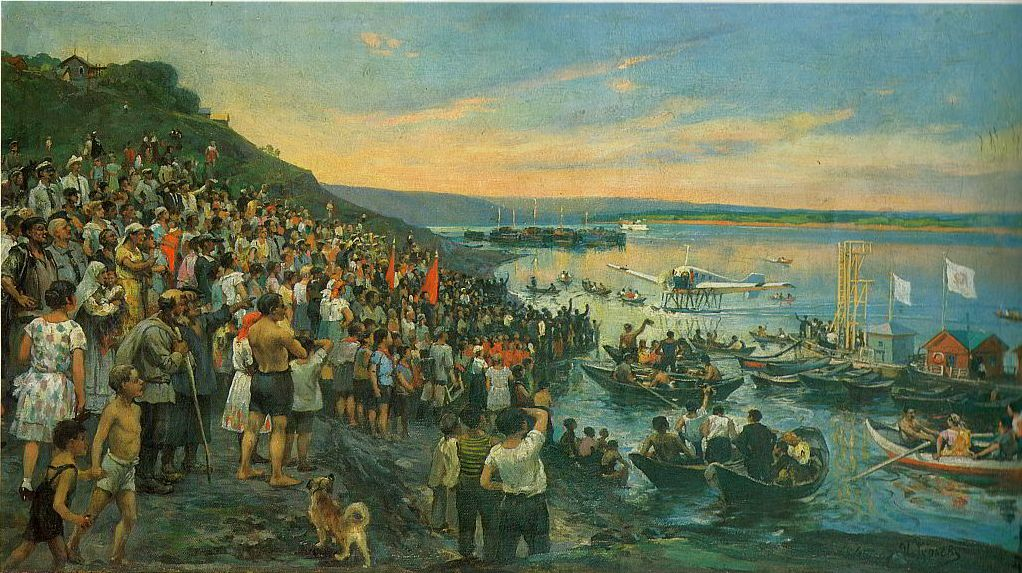
Встреча гидроплана в Ульяновске. 1927, худ. И. П. Гурьев.

### Речпорт на старых открытках

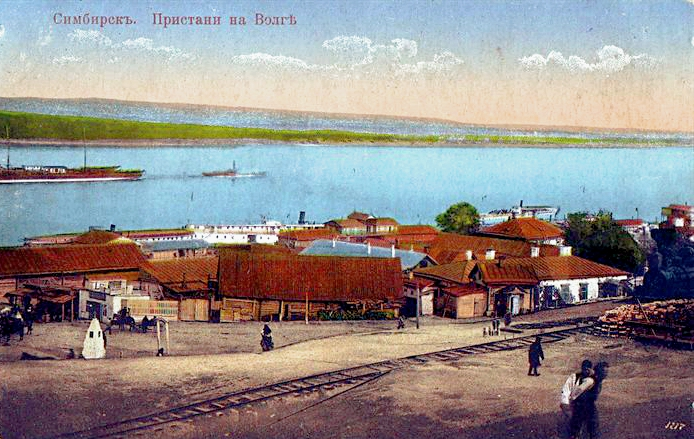
Открытка 1900 года. Пристани на Волге. Симбирск.

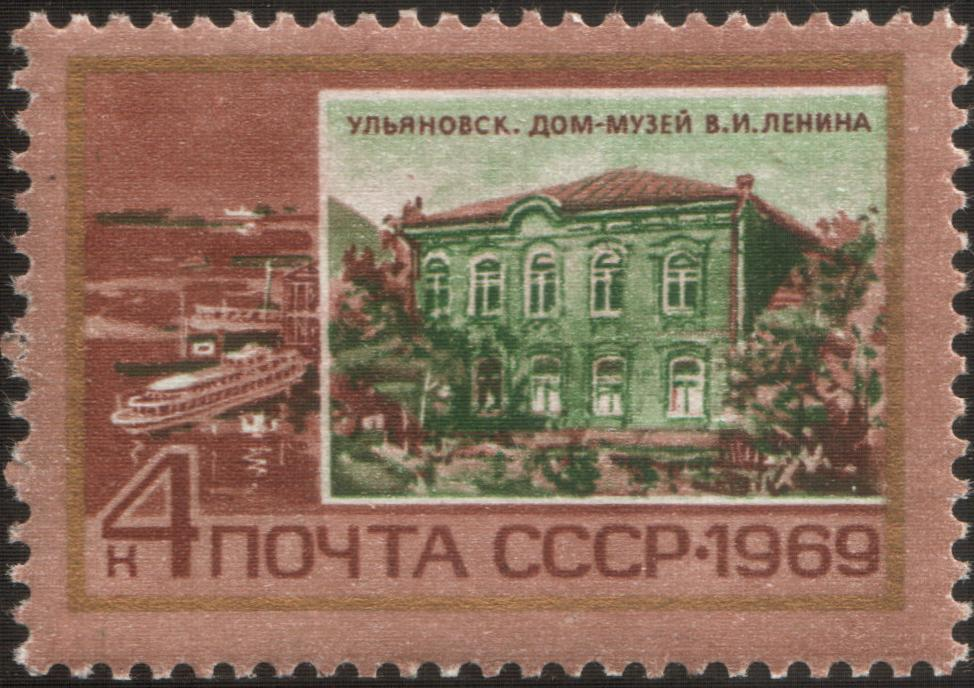
Ульяновск. Дом-музей В. И. Ленина. (на полях - старая пристань).

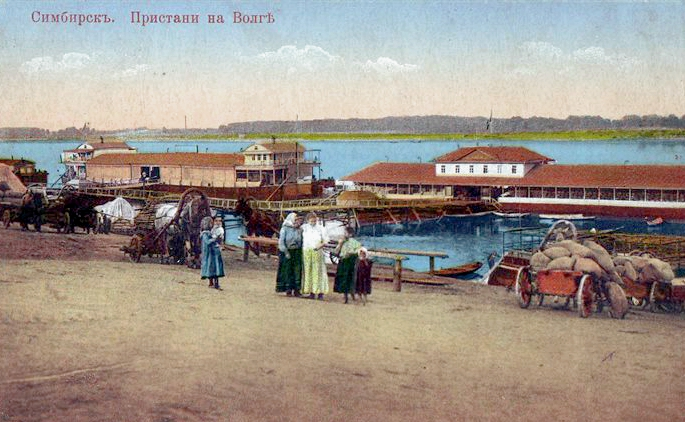
Открытка 1900 года. Пристани на Волге. Симбирск.
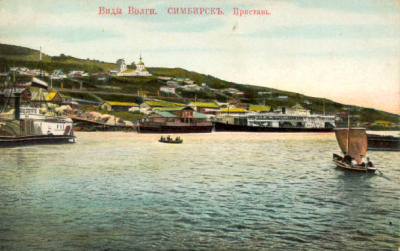
Пристань в Симбирске (1890 г.).
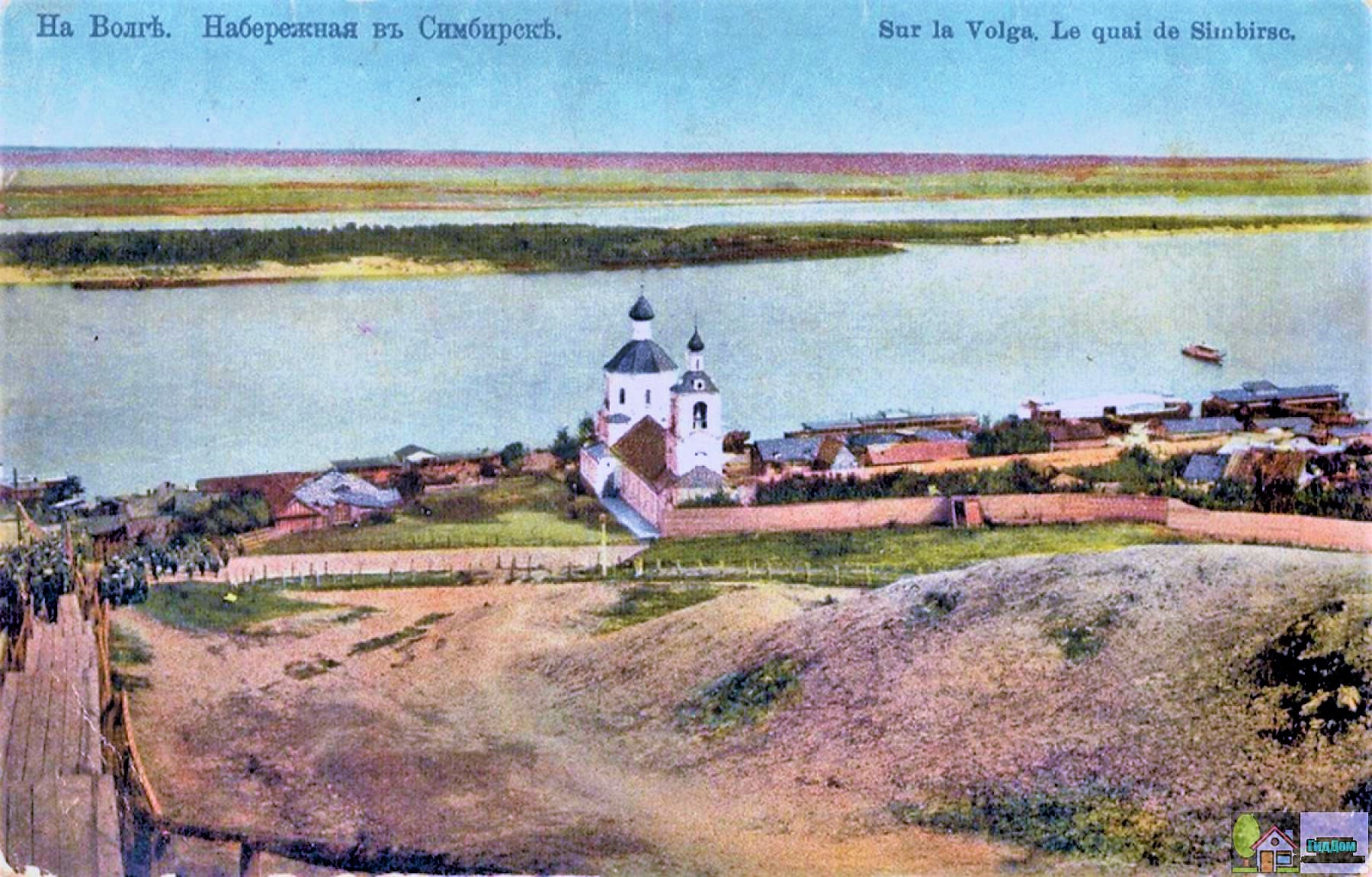
Смоленский спуск к пристани.
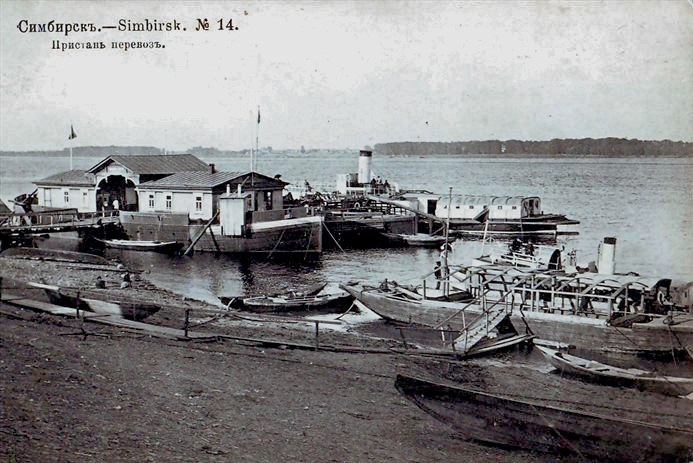
Открытка 1900 года. Пристани на Волге. Симбирск.
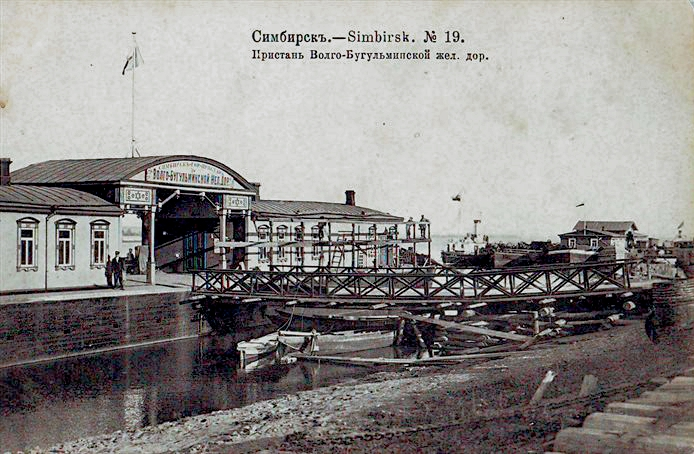
Открытка 1900 года. Пристани на Волге. Симбирск.

### Речпорт в филателии
- В 1969 году Почта СССР выпустила марку с изображением старой пристани Ульяновска.
- В 1969 году  Министерство связи СССР выпустило картмаксимум к 100-летию со дня рождения В. И. Ленина, с изображением речпорта.
- 30 августа 1972 года Министерство связи СССР выпустило ХМК. г. Ульяновск. Речной вокзал (художник Г. Комлев)[33].

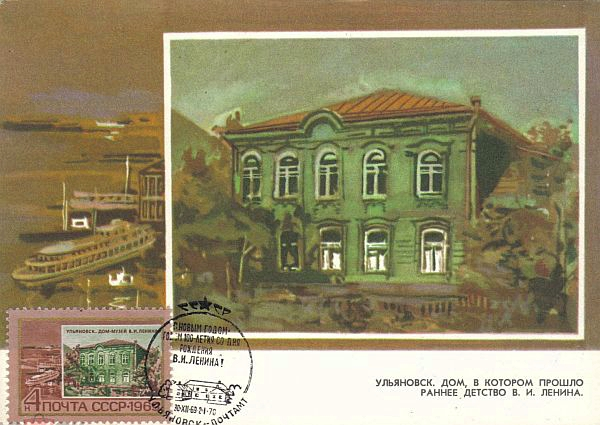
Картмаксимум к 100-летию со дня рождения В. И. Ленина.

### Речпорт в кинематографии
- В 2015 году в ульяновском речном порту и на борту теплохода «Герой Юрий Эм» снимали эпизоды фильма «Со дна верши́ны»[34].
- С 10 августа 2018-го группа компаний «Приор» работала в Ульяновске над 4-серийной мелодрамой «Одна ложь на двоих». В кадре появились ульяновские актёры и обычные горожане, задействованные в массовке. В числе городских локаций оказался речпорт и акватория Волги[35].
- С сентября по октябрь 2018 года команда студии «Энерджи фильм» снимала криминальную мелодраму «Выстрел в спину». Эпизодические роли сыграли около 20 ульяновцев. Съёмки проходили на бульваре Новый Венец, у Ульяновского областного краеведческого музея, на площади Ленина, в госпитале ветеранов войн и в полицейском участке. Детективную линию снимали на базе отдыха «Архангельская слобода» (с. Архангельское), а сцену побега — в речпорту и на волжском побережье. Премьера фильма на ТВЦ состоялась 14 декабря 2018 года[36].
- В 2020 году на канале «НТВ» (в декабре 2022 г. повторили) шёл показ т/с «Пять минут тишины. Новые горизонты», эпизоды которого снимались в Ульяновске и его окрестностях, в том числе, съёмки проходили в речпорту и акватории причалов, а база команды находилась в пункте МЧС речпорта.
- В сентябре 2021 года был снят 4-й сезон т/с «Великолепная пятерка» (28 октября 2021 года на «Пятом» канале шёл показ). Одна из локаций стал  речной порт[37][38].
- С 13 по 16 декабря 2021 года на канале «НТВ» (в ноябре 2022 г. повторили) прошёл показ т/с «Пять минут тишины. Симбирские морозы», одна из серий была снята в ульяновском речном порту[39].

### Мероприятия в речпорту
- С 1970 года (кроме 1990-х гг.) у речпорта проходит крейсерская регата «Кубок Волги».
- С 2023 года в Ульяновском речном порту ежегодно проходит российский музыкальный фестиваль Баржа Live.

## Известные люди порта
- Растёгин, Григорий Сергеевич — государственный и политический деятель. Работал секретарём парткома пристани.